# Николай Минчев (футболист, р. 1975 г.)
Вижте пояснителната страница за други личности с името Николай Минчев.
Николай Минчев – Кайо е български футболист, нападател.

## Биография
Роден на 11 ноември 1975 г. в Пазарджик. Юноша е на ПФК Хебър (Пазарджик). Играл е 5 години в юношеските национални отбори на България. Играл е още за Хебър, Сторгозия, Искър (София), Беласица и Бенковски (Пазарджик). През 2001 г. вкарва 6 гола за Хебър в A група и става голмайстор на отбора. За А група има 27 мача и 7 гола, а в Б група има 146 мача и 20 гола.

## Статистика по сезони
- Хебър – 1992/93 – Б група, 18 мача/2 гола
- Хебър – 1993/94 – Б група, 24/3
- Сторгозия – 1994/95 – Б група, 27/5
- Хебър – 1995/96 – Б група, 28/4
- Хебър – 1996/97 – Б група, 26/3
- Сторгозия – 1997/98 – Б група, 9/2
- Искър (Сф) – 1998/99 – В РФГ, 23/4
- Искър (Сф) – 1999/ес. - Б група, 14/1
- Хебър – 2000/01 – A група, 20/6
- Беласица – 2001/ес. - A група, 7/1
- Хебър – 2002/03 – В РФГ, 21/3
- Хебър – 2003/ес. - В РФГ, 2/0
- Бенковски (Пз) – 2004/05 – А ОФГ, 24/11
- Бенковски (Пз) – 2005/06 – А ОФГ, 15/4
- Спартак (Пещера) – 2007/08 – А ОФГ
- Спартак (Пещера) – 2008/09 – А ОФГ
- Оборище (Панагюрище) – 2009/10 – А ОФГ
- ФК Сарая – 2009/10 – Б ОФГ
- ФК Сарая – 2010/11 – А ОФГ